# Saropogon hyalinus
Saropogon hyalinus är en tvåvingeart som beskrevs av Daniel William Coquillett 1904. Saropogon hyalinus ingår i släktet Saropogon och familjen rovflugor.
Artens utbredningsområde är Kalifornien. Inga underarter finns listade i Catalogue of Life.